# Západočeský krajský přebor 1964/1965
V soubojích fotbalového Západočeského krajského přeboru 1964/65 se utkalo 14 týmů dvoukolovým systémem podzim - jaro. Tento ročník skončil v červnu 1965. Vzhledem k reorganizaci postupovalo prvních 6 týmů do nově vzniklé Divize A.

## Výsledná tabulka
Zdroj: 
| Poř. | Tým                    | Z  | V  | R | P  | VG | OG | B  |
| ---- | ---------------------- | -- | -- | - | -- | -- | -- | -- |
| 1.   | RH Cheb                | 26 | 16 | 5 | 5  | 67 | 20 | 37 |
| 2.   | TJ Slavia Karlovy Vary | 26 | 15 | 6 | 5  | 57 | 31 | 36 |
| 3.   | TJ Baník Sokolov       | 26 | 13 | 8 | 5  | 31 | 16 | 34 |
| 4.   | TJ Lokomotiva Plzeň    | 26 | 13 | 5 | 8  | 45 | 35 | 31 |
| 5.   | RH Sušice              | 26 | 10 | 8 | 8  | 53 | 26 | 28 |
| 6.   | TJ ČSAD Plzeň          | 26 | 9  | 9 | 8  | 47 | 43 | 27 |
| 7.   | TJ Dynamo ZČE Plzeň    | 26 | 10 | 7 | 9  | 35 | 46 | 27 |
| 8.   | TJ Spartak Plzeň „B“   | 26 | 9  | 7 | 10 | 30 | 36 | 25 |
| 9.   | TJ Slavoj Přeštice     | 26 | 7  | 9 | 10 | 32 | 43 | 25 |
| 10.  | TJ Mariánské Lázně     | 26 | 6  | 9 | 11 | 35 | 40 | 21 |
| 11.  | TJ Baník Líně          | 26 | 7  | 7 | 12 | 38 | 66 | 21 |
| 12.  | TJ Spartak Chodov      | 26 | 6  | 7 | 13 | 35 | 55 | 19 |
| 13.  | TJ Dynamo Kynšperk     | 26 | 5  | 8 | 13 | 31 | 59 | 18 |
| 14.  | TJ Lokomotiva Cheb     | 26 | 5  | 7 | 14 | 40 | 60 | 17 |

Poznámky:
- Z = Odehrané zápasy; V = Vítězství; R = Remízy; P = Prohry; VG = Vstřelené góly; OG = Obdržené góly; B = Body

|  | Postup do Divize A 1965/66             |
|  | Sestup do příslušné I. A třídy 1965/66 |